# Velika Ilova Gora
Velika Ilova Gora – wieś w Słowenii, w gminie Grosuplje. 1 stycznia 2017 liczyła 79 mieszkańców.